# Rover 400 / 45
Rover 400 / 45 — серия компактных автомобилей, выпускавшихся с 1990 по 2005 год британской компанией Rover. Автомобили были разработаны в рамках сотрудничества британской компании Rover с японской компанией Honda. Первое поколение было основано на Honda Concerto, а последующие поколения (Mark II 400; Rover 45) — на Honda Domani/Civic.

## Rover 400 (R8; 1990—1998)
Седаны Rover 400 выпускались с 1990 по 1995 год на базе хетчбэков Rover 200, выпуск которых начался шестью месяцами ранее. Кодовые обозначения обеих моделей — R8. В сентябре 1993 года автомобили прошли рестайлинг. С лета 1994 по 1998 год выпускались универсалы Rover 400 Tourer, многие из которых были экспортированы в Японию.

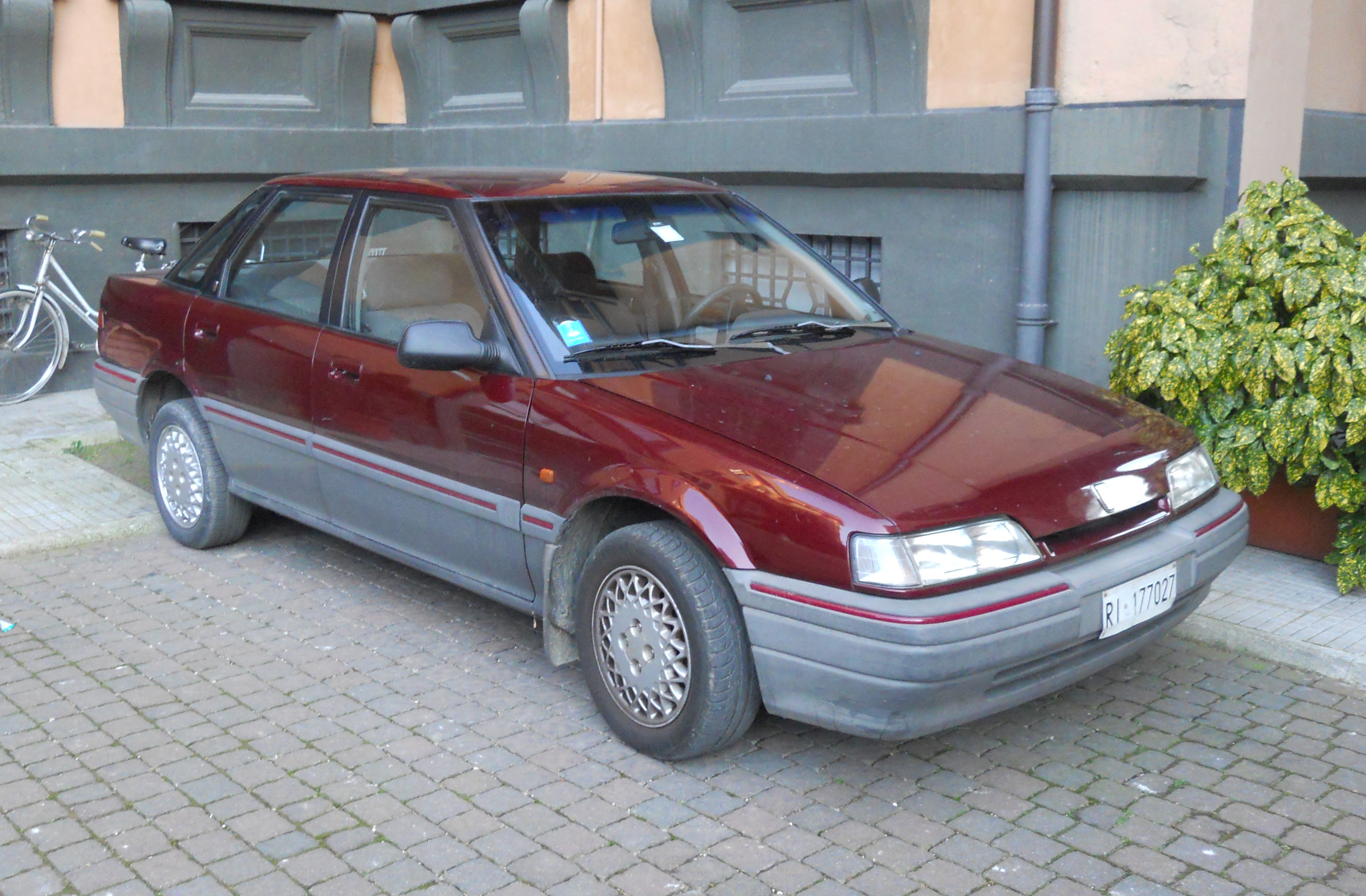
Вид спереди
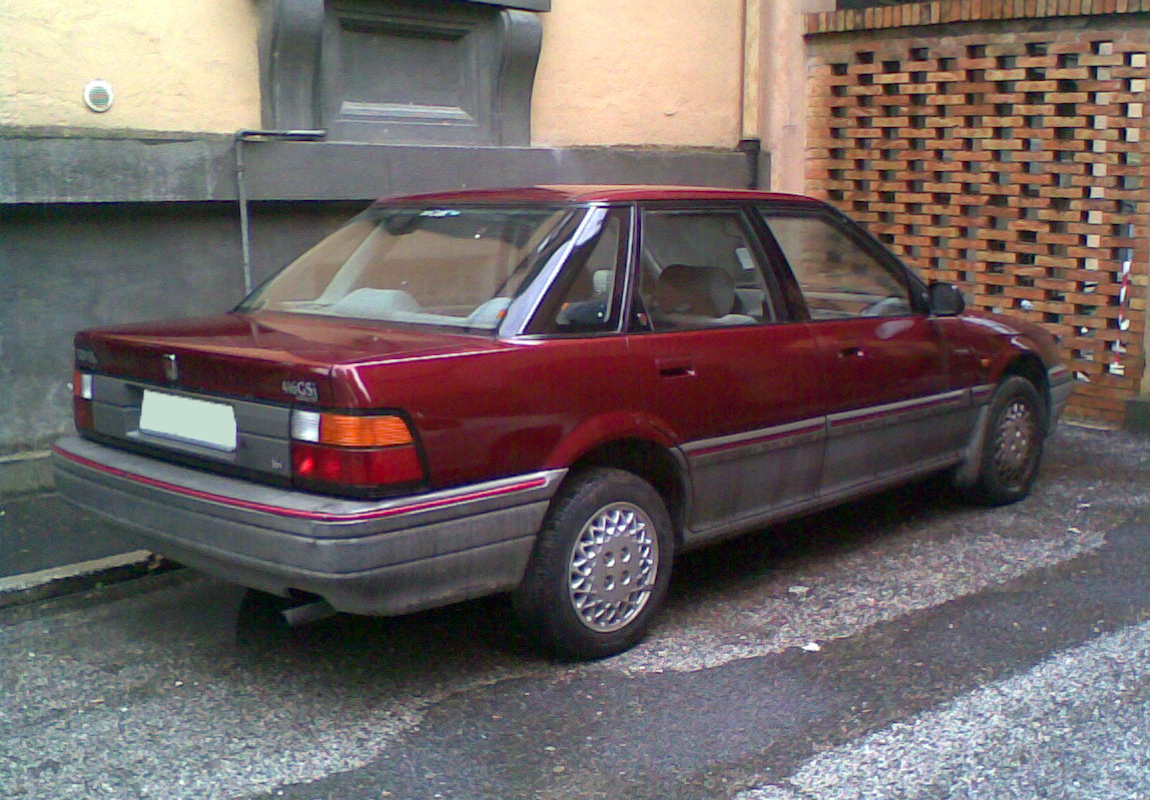
Вид сзади
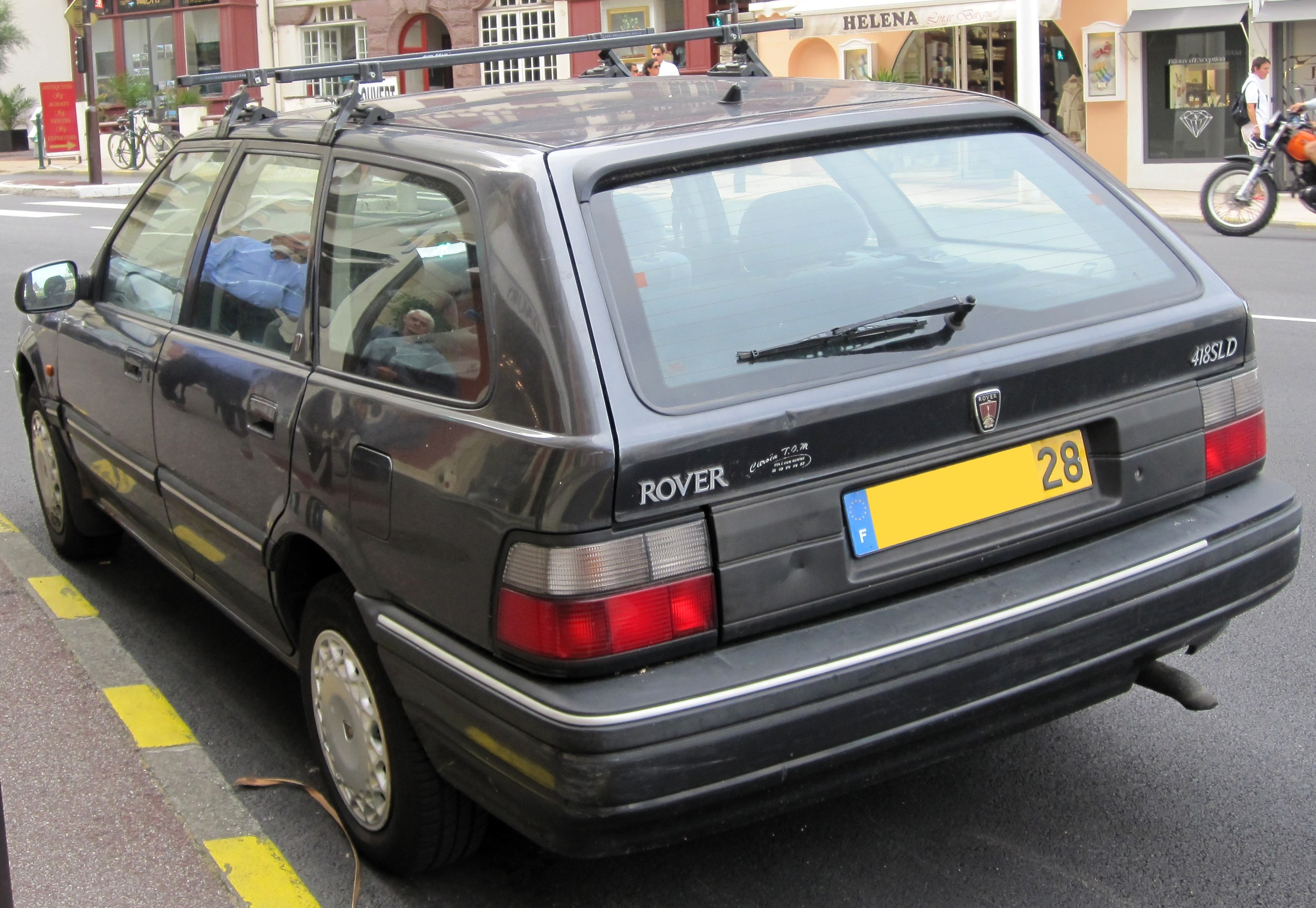
Вид сзади

## Rover 400 (HH-R; 1995—1999)
Второе поколение Rover 400 было запущено в производство в 1995 году под кодовыми обозначениями Theta или HH-R. Автомобили выпускались в кузовах хетчбэк и седан. Базовая модель — Honda Domani.

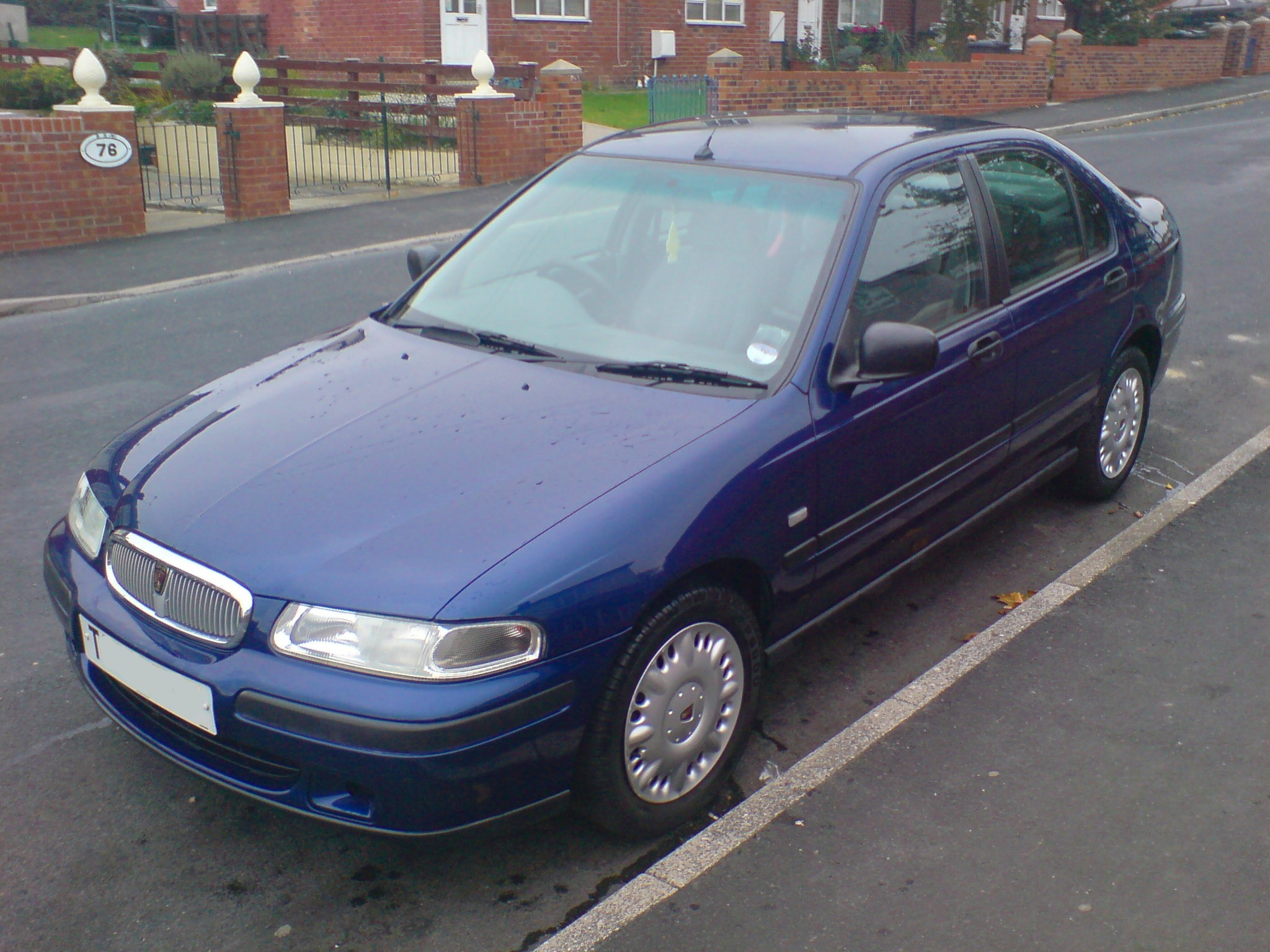
Вид спереди
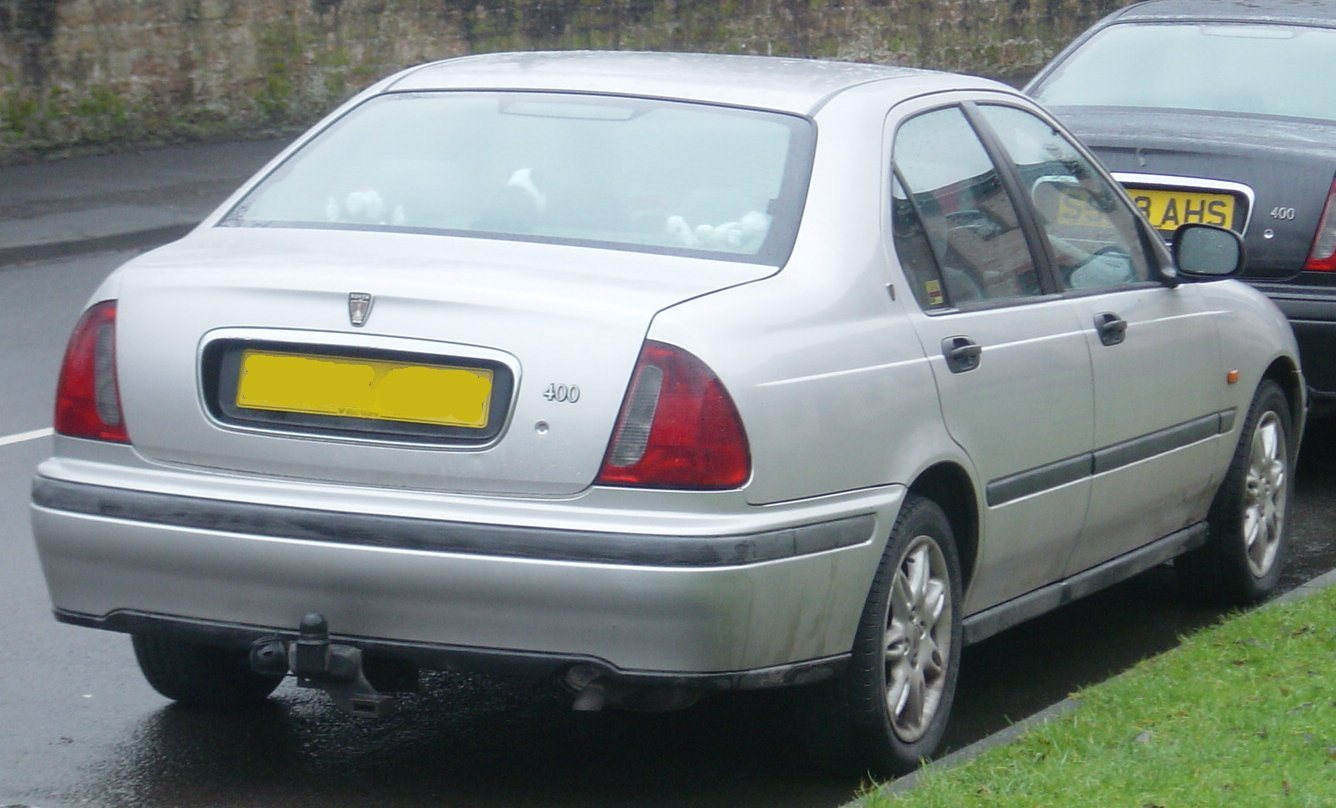
Вид сзади
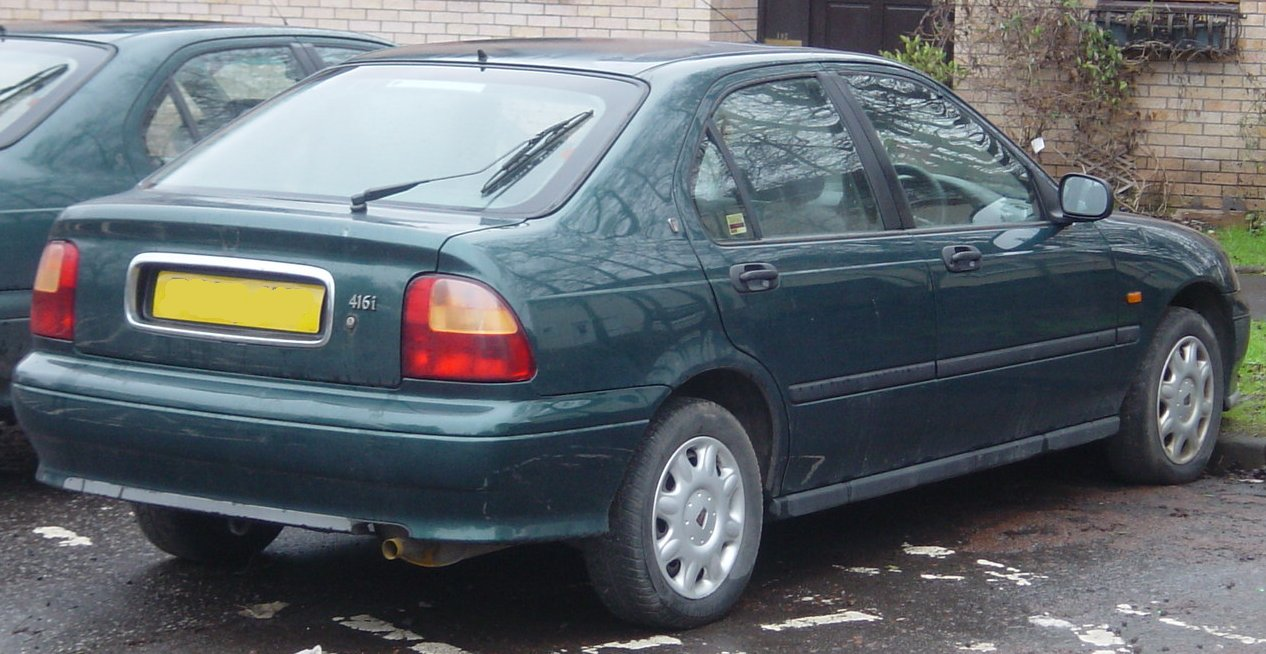
Хетчбэк
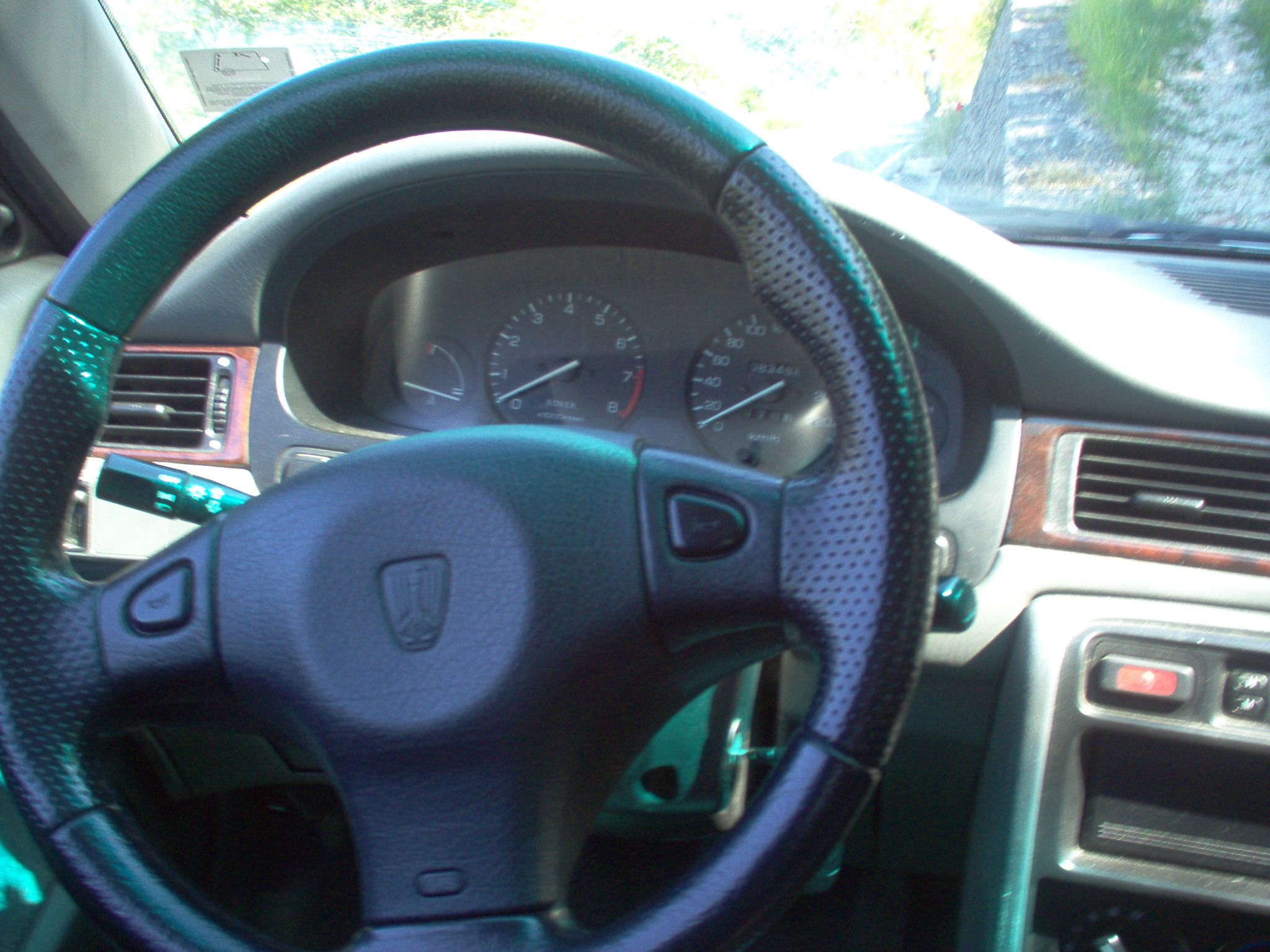
Приборная панель

## Rover 45 (1999—2005)
Автомобили Rover 45 были запущены в производство в 1999 году. Представляют собой фейслифтинг Rover 400. В 2004 году автомобили прошли рестайлинг, а в апреле 2005 года автомобили были сняты с производства по причине банкротства MG Rover.

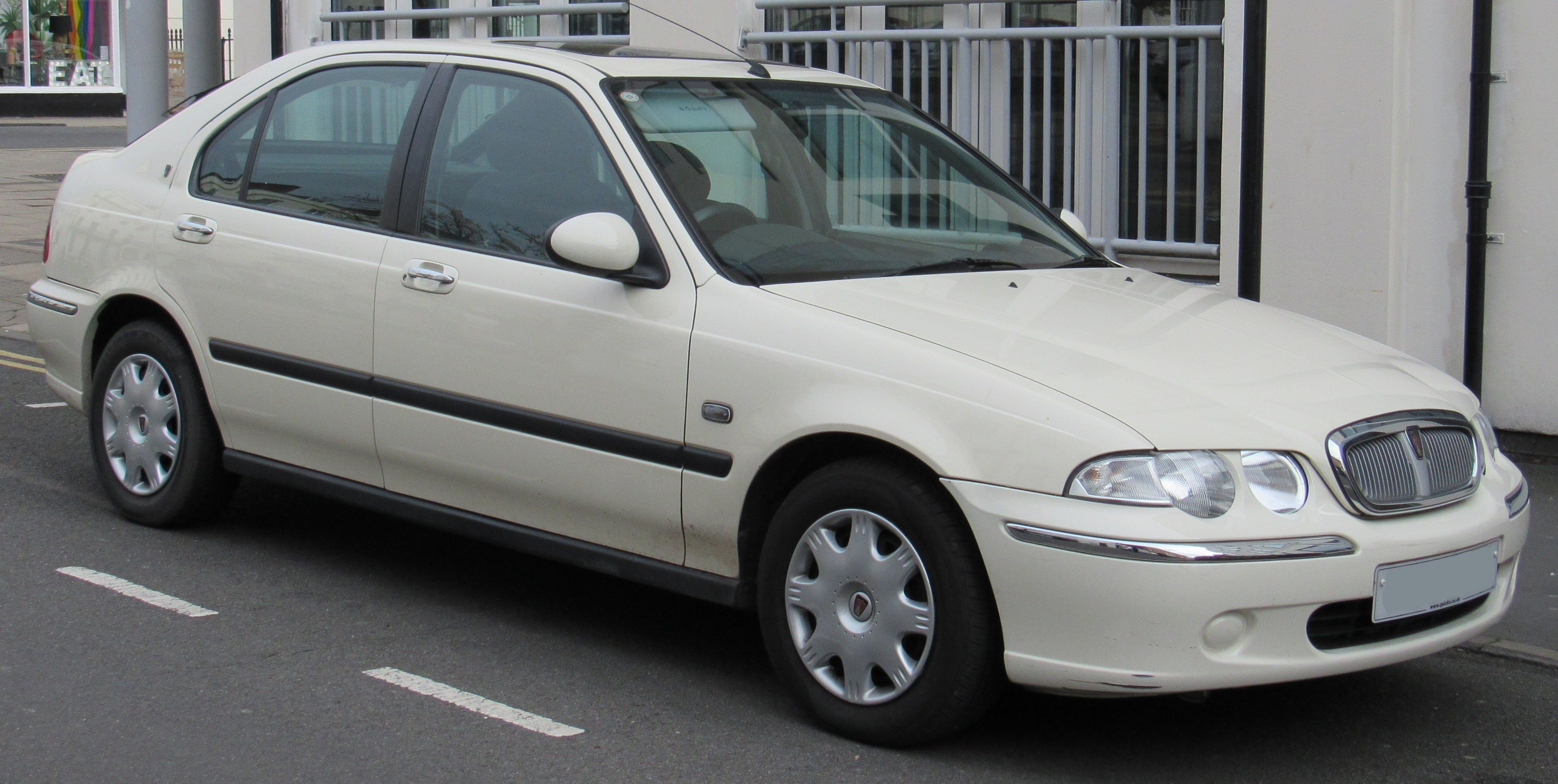
Вид спереди
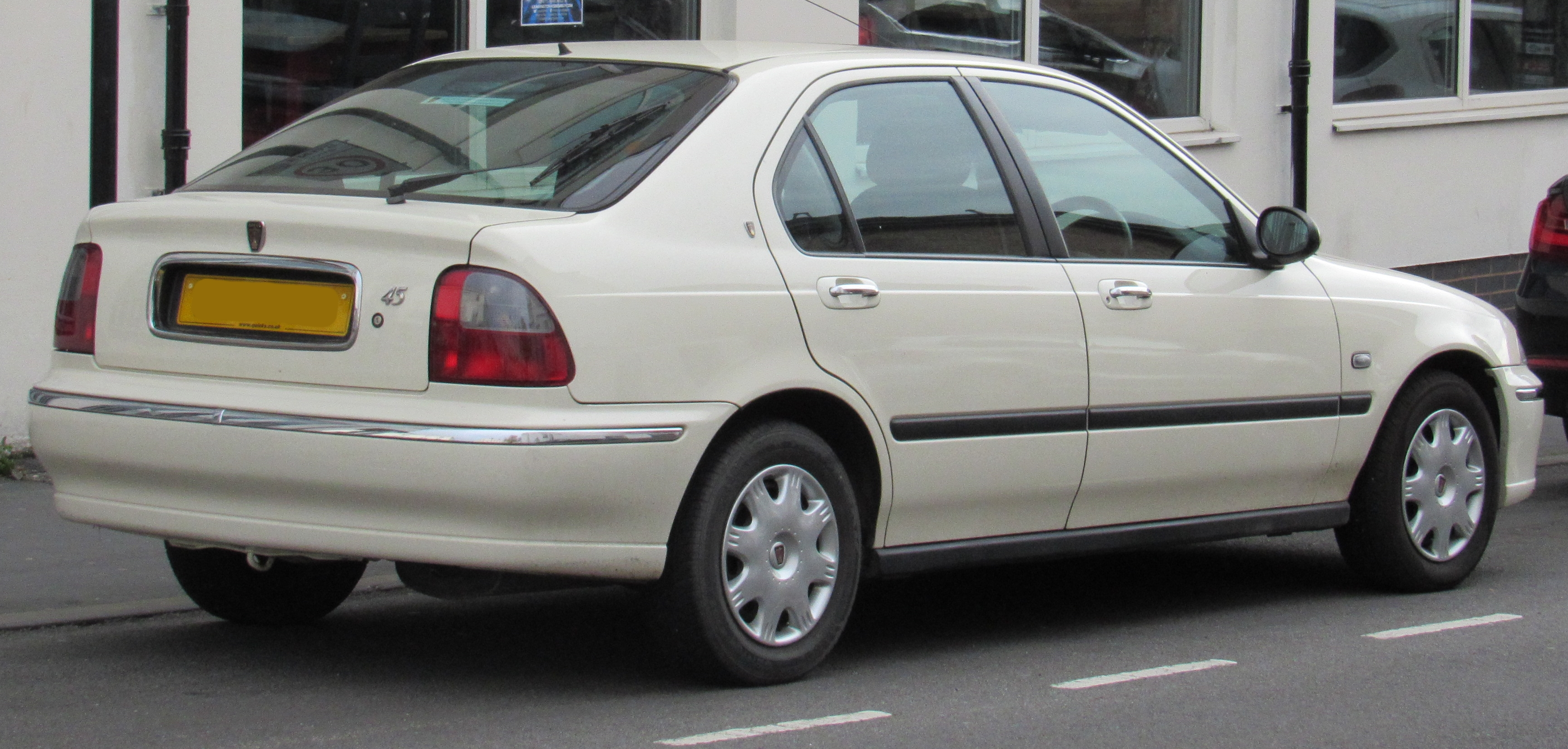
Вид сзади
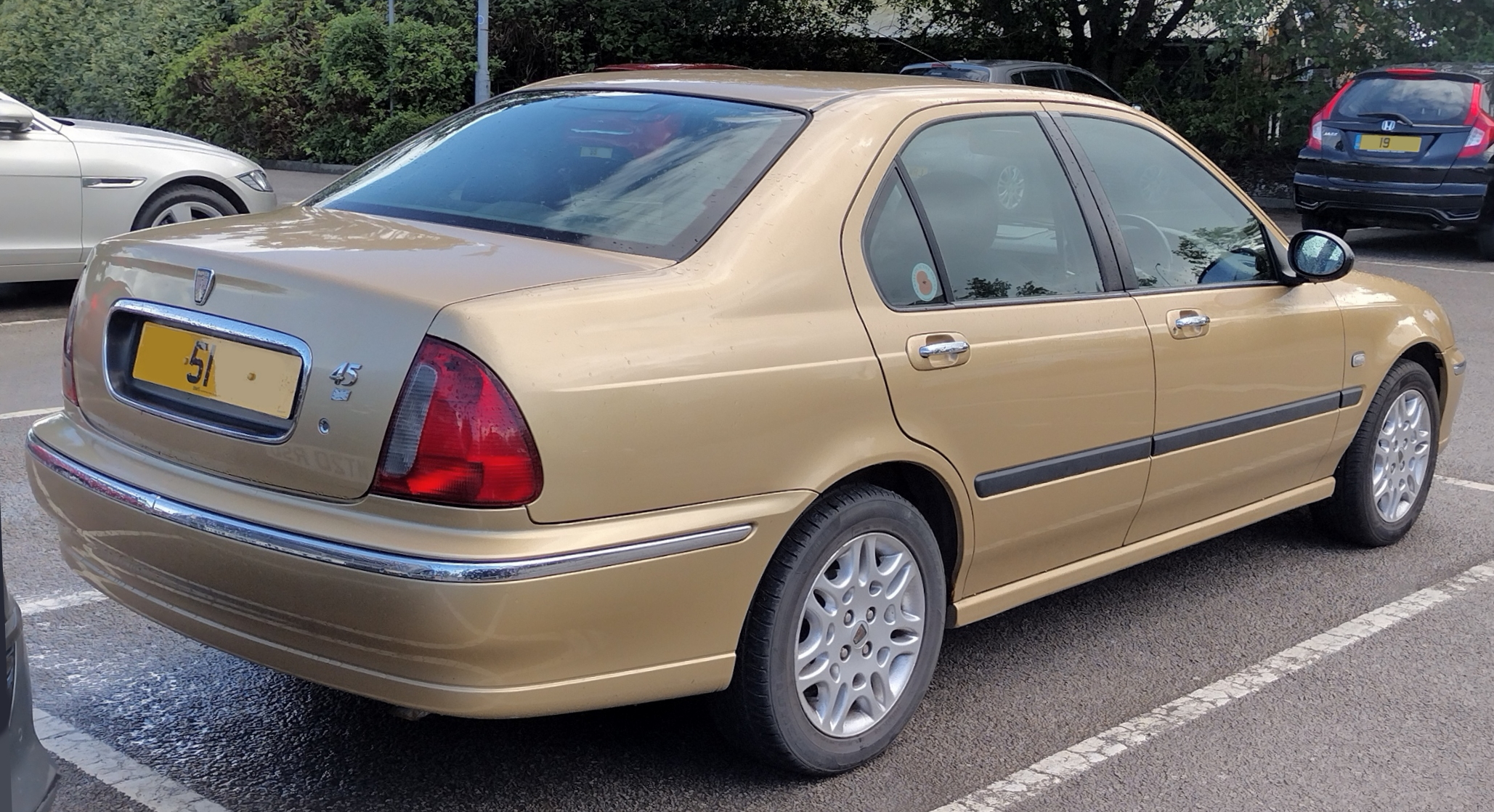
Седан
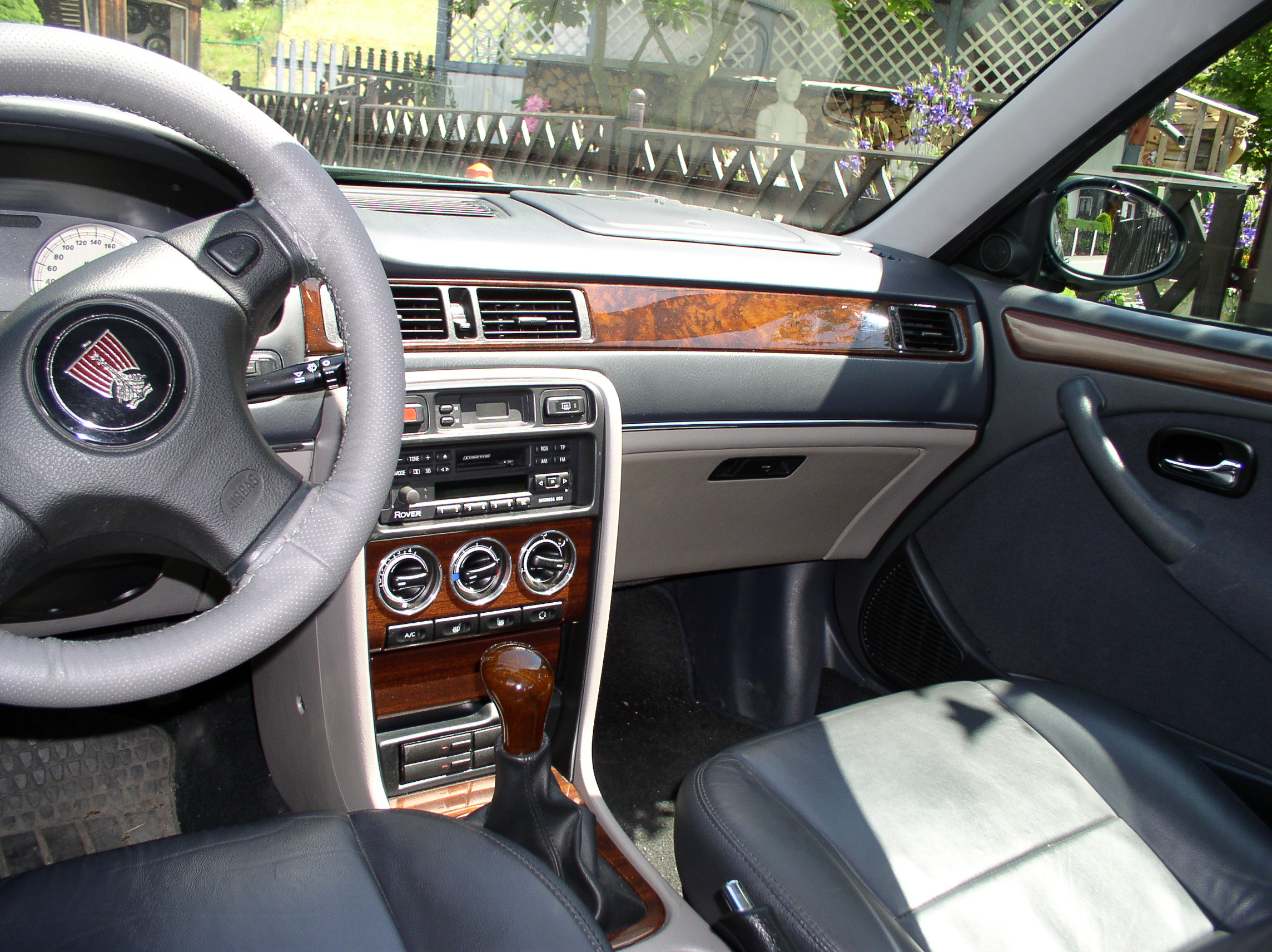
Интерьер
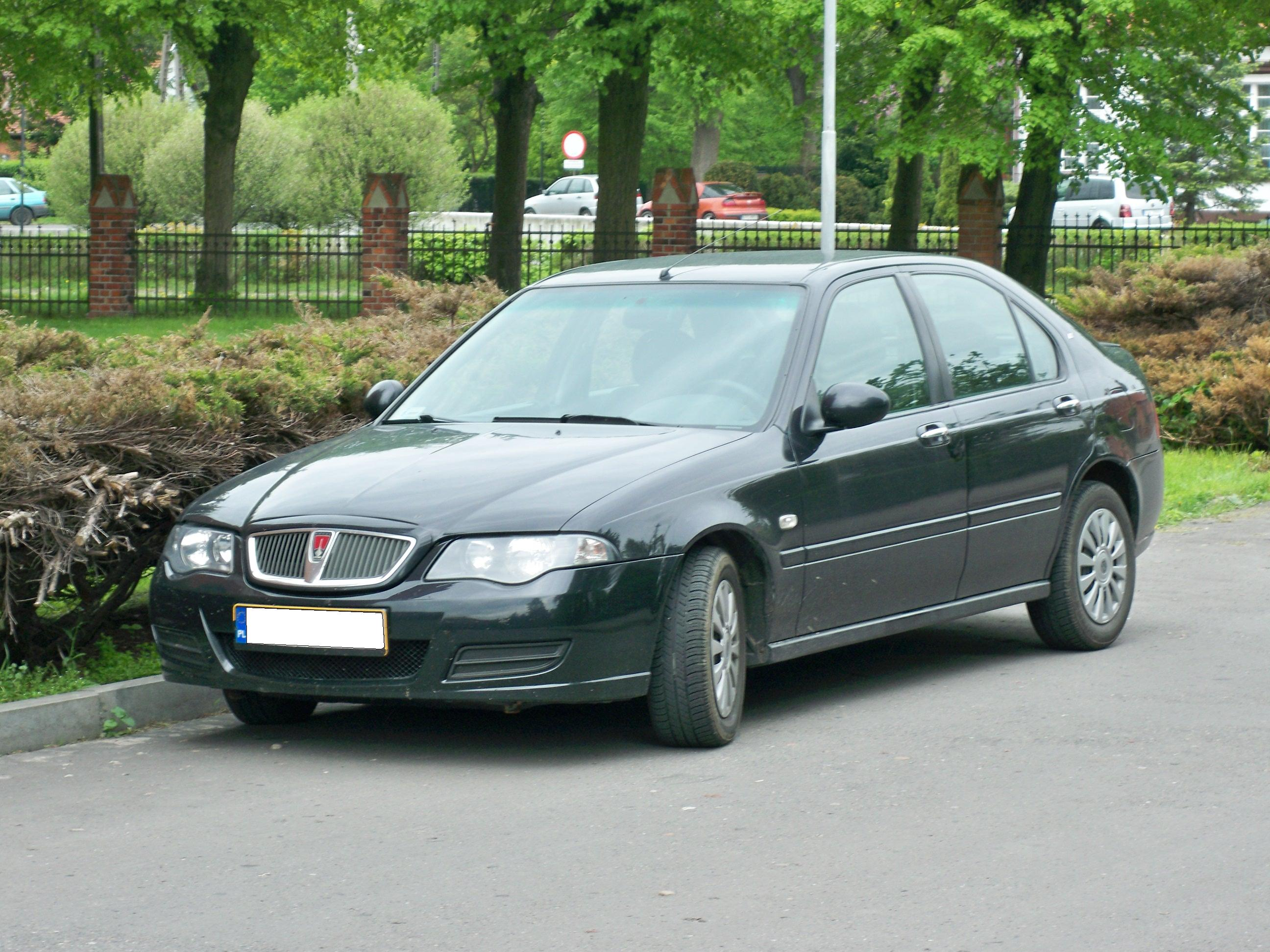
Фейслифтинг передней части
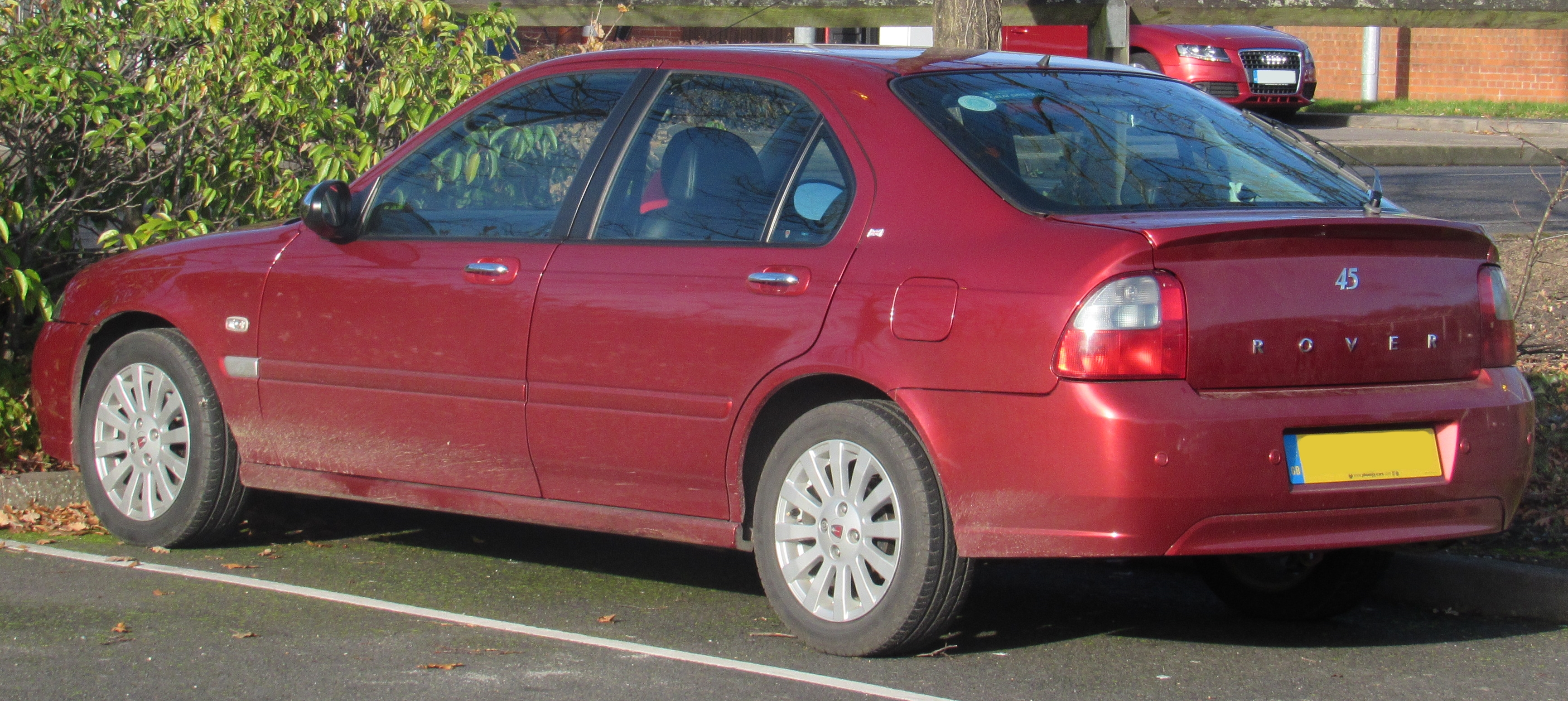
Фейслифтинг

## Технические характеристики
| Годы производства    | Модель и трансмиссия         | Двигатель            | Мощность             | Крутящий момент        | Максимальная скорость | 0—100 км/ч (0—62 миль/ч) | Экономия (миль/галлон) | Выбросы (CO2) |
| Бензиновые двигатели | Бензиновые двигатели         | Бензиновые двигатели | Бензиновые двигатели | Бензиновые двигатели   | Бензиновые двигатели  | Бензиновые двигатели     | Экономия (миль/галлон) | Выбросы (CO2) |
| -------------------- | ---------------------------- | -------------------- | -------------------- | ---------------------- | --------------------- | ------------------------ | ---------------------- | ------------- |
| 1995—1999            | 1.4, 16 клапанов, МКПП       | 1,4 л, I4            | 76 кВт (102 л. с.)   | 127 Н·м (94 фунт·фут)  | 185 км/ч (115 миль/ч) | 11.0 сек.                | 41.0 миль/галлон       | 175 г/км      |
| 1999—2005            | 1.4, 16 клапанов, МКПП       | 1,4 л, I4            | 76 кВт (102 л. с.)   | 123 Н·м (91 фунт·фут)  | 185 км/ч (115 миль/ч) | 11.2 сек.                | 40.0 миль/галлон       | 168 г/км      |
| 1995—2004            | 1.6, 16 клапанов, МКПП       | 1,6 л, I4            | 82 кВт (109 л. с.)   | 145 Н·м (107 фунт·фут) | 190 км/ч (118 миль/ч) | 10.0 сек.                | 39.0 миль/галлон       | 178 г/км      |
| 1995—2000            | 1.6, 16 клапанов, Hondamatic | D16Y3                | 85 кВт (113 л. с.)   | 143 Н·м (107 фунт·фут) | 190 км/ч (118 миль/ч) | 12.0 сек.                | 32.0 миль/галлон       | 212 г/км      |
| 1997—2005            | 1.8, 16 клапанов, МКПП       | 1,8 л, I4            | 86 кВт (115 л. с.)   | 160 Н·м (118 фунт·фут) | 195 км/ч (121 миль/ч) | 9.3 сек.                 | 38.0 миль/галлон       | 174 г/км      |
| 1999—2005            | 1.8, 16 клапанов, Stepspeed  | 1,8 л, I4            | 86 кВт (115 л. с.)   | 160 Н·м (118 фунт·фут) | 184 км/ч (118 миль/ч) | 10.3 сек.                | 33.0 миль/галлон       | 203 г/км      |
| 1995—2000            | 2.0, 16 клапанов, МКПП       | 2,0 л, I4            | 100 кВт (134 л. с.)  | 185 Н·м (137 фунт·фут) | 200 км/ч (124 миль/ч) | 9.0 сек.                 | 32.0 миль/галлон       | 210 г/км      |
| 2000—2004            | 2.0, V6, Stepspeed           | 2,0 л, V6            | 110 кВт (147 л. с.)  | 185 Н·м (137 фунт·фут) | 200 км/ч (124 миль/ч) | 9.5 сек.                 | 28.0 миль/галлон       | 234 г/км      |
| Дизельные двигатели  |                              |                      |                      |                        |                       |                          |                        |               |
| 1995—1999            | 2.0, TD 86, МКПП             | 2,0 л, I4            | 63 кВт (85 л. с.)    | 170 Н·м (125 фунт·фут) | 169 км/ч (105 миль/ч) | 13.0 сек.                | 49.0 миль/галлон       | 168 г/км      |
| 1995—1999            | 2.0, TD 105, МКПП            | 2,0 л, I4            | 77 кВт (104 л. с.)   | 210 Н·м (155 фунт·фут) | 185 км/ч (115 миль/ч) | 10.4 сек.                | 53.0 миль/галлон       | 166 г/км      |
| 1999—2005            | 2.0, TD 101, МКПП            | 2,0 л, I4            | 74 кВт (100 л. с.)   | 240 Н·м (177 фунт·фут) | 185 км/ч (115 миль/ч) | 10.6 сек.                | 52.0 миль/галлон       | 150 г/км      |
| 2002—2005            | 2.0, TD 113, МКПП            | 2,0 л, I4            | 83 кВт (111 л. с.)   | 260 Н·м (192 фунт·фут) | 190 км/ч (118 миль/ч) | 9.8 сек.                 | 50.0 миль/галлон       | 150 г/км      |